# Myroxylon
Myroxylon — рід Fabaceae, походить з Латинської Америки .

## Історія
Карл Лінней у 1753 році описав перший вид  M. balsamum цього роду як Toluifera balsamum на основі зразка з провінції Картахена (у той час місто Толу знаходилося в провінції Картахена). Рід Myroxylon вперше встановив Карл Лінней молодший у 1781 році після опису Myroxylone peruiferum на основі зразка, зібраного іспанським ботаніком Х.С. Мутісом у Південній Америці. Хоча Toluifera є першою за терміном публікації, Myroxylon обрано як збережену назву, а Toluifera відхилено.  Назва походить від грецького μύρρα (мирра, « мирра ») і ξύλον ( ксилон, « дерево »).

## Види
Існують певні протиріччя щодо приналежності окремих видів до цього роду. Так, деякі автори визнають внутрішньоспецифічні таксони, визначені, переважно через фітохімію їх бальзаму; водночас інші автори не згодні з цим. Визначено відмінності в складі бальзамів, отриманих з M. balsamum var. balsamum ( Tolu balsamum tree), M. balsamum var. pereirae (перуанське бальзамінне дерево) і M. peruiferum (кіна). 
Цей рід належить до сімейства квіткових рослин Fabaceae (Leguminosae). Представлені два види:
| Зображення | Кора | Наукова назва           | Звичайне ім'я                   | Розподіл                                        | Висота (м) |
| ---------- | ---- | ----------------------- | ------------------------------- | ----------------------------------------------- | ---------- |
|            |      | Мироксилон бальзамічний | Червоне дерево Сантос, Cabreuva | Південна Мексика, Центральна і Південна Америка | 200–690 м  |
|            |      | Myroxylon peruiferum    | Кіна                            | Південна Мексика, Центральна і Південна Америка | 540–2000 м |

## Поширення
Види роду Myroxylon ростуть в Центральній Америці (переважно в Сальвадорі ) і Південній Америці . 
Myroxylon balsamum зустрічається в Центральній Америці, а також на півночі та заході Південної Америки, він досить поширений у тропічних лісах на висоті 200–690 м. У Перу та Бразилії цей вид росте біля річок, а іноді на латеритних грунтах. Трапляється в залишках мезофільного лісу. На даний момент цей вид викликає найменше занепокоєння (LC) відповідно до класифікації CITES.
Myroxylon peruiferum поширений диз'юнктивно в Америці, від Мексики до північної Аргентини та південної Бразилії, проте не часто зустрічається у межах ареалу. Зустрічається в залишках мезофільних лісів і сухих біотопах на висоті 540–2000 м. Згідно з класифікацією CITES, він вважається майже під загрозою (NT). 

## Дерево

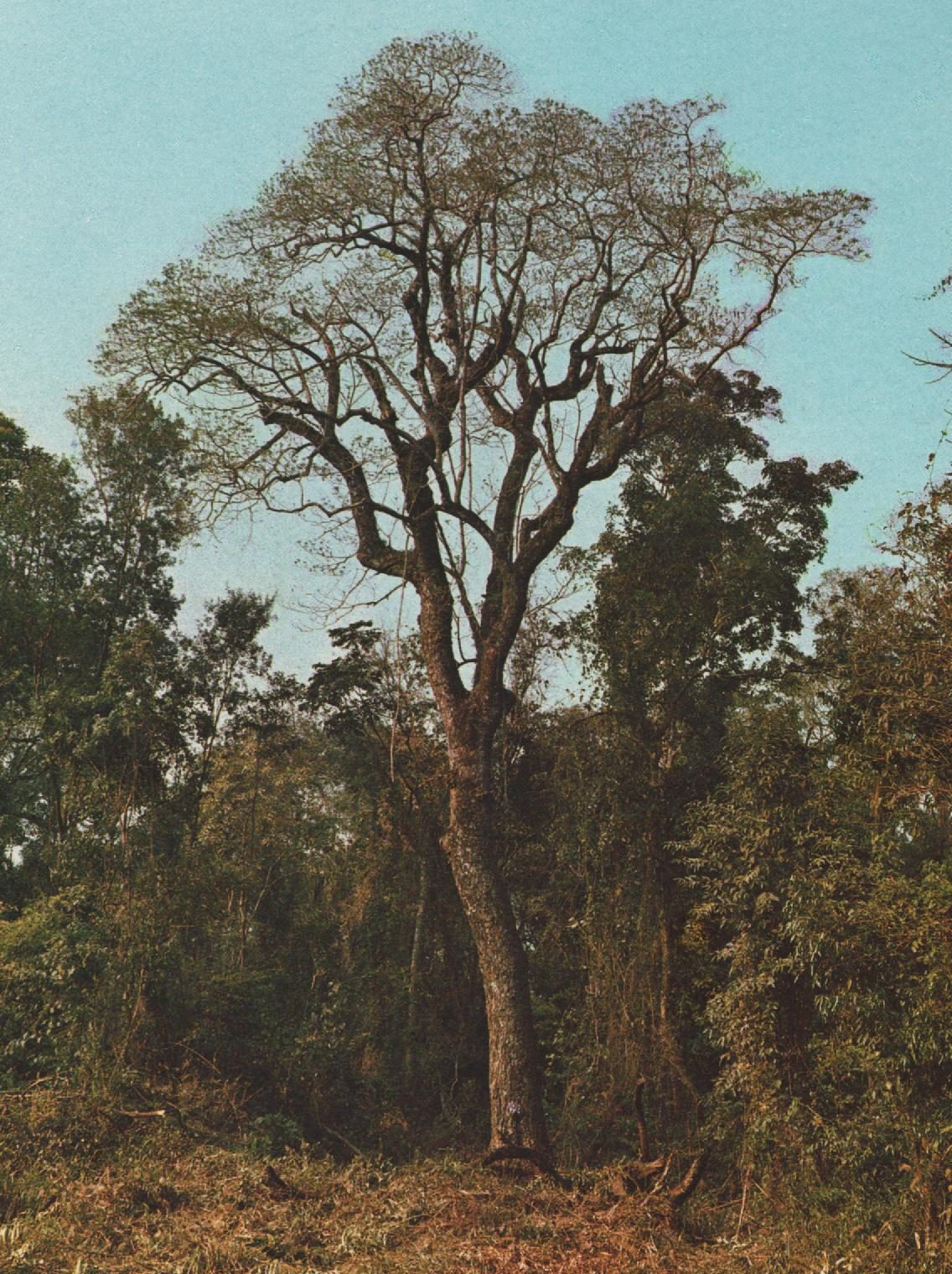
Myroxylon peruiferum

Дерева видів цього роду великі до 40 метрів заввишки, з вічнозеленим перистим листям довжиною 15 см, з 5–13 листочками. Квітки білі з жовтими тичинками, зібрані в кисті . Плід — стручок довжиною 7-11 см та містить одну насінину. Дерево часто називають Quina або Balsamo, Tolu в Колумбії, Quina quina в Аргентині, а іноді Santos Mahogany або Cabreuva в торгівлі пиломатеріалами. 
Дерева синтезують у листі гідроксипіпеколінову кислоту. 
Деревина, питомою вагою 0,74–0,81, темно-коричневого кольору, з темно-червоною серцевиною, стійка до гниття, за рахунок натуральних масел, та до обробки консервантами.
Деревообробка цієї древесини помірно складна, можливе застосування високої натуральної поліровки, що зазвичай, трохи затуплює інструмент.

## Інвазивні види
Бальзамічне дерево здатне бути інвазивним видом у тропічних країнах, де воно не є місцевим. Як приклад, на Шрі-Ланці зарості цього дерева площею кілька гектарів у заповіднику Удаватта Келе швидко збільшуються  Перевагою Myroxylon над іншими місцевими видами у дощовому лісі Шрі-Ланки є насіння, яке  проростає за різноманітних умов освітлення і відсутність природних ворогів, таких як хвороби та комахи. Це спричинило виникнення густих насаджень молодих дерев, які пригнічують іншу рослинність, та призвело до серйозних екологічних порушень. А саме, зникнення місцевих місцевих видів рослин і, як наслідок, тварин і комах, які ними харчуються. 
Дерево також завезли на кілька тихоокеанських островів, таких як Фіджі та в Індонезію, де цей вид є потенційною екологічною загрозою. 